# Yanmar Diesel Soccer Club 1980
Questa voce raccoglie le informazioni riguardanti lo Yanmar Diesel Soccer Club nelle competizioni ufficiali della stagione 1980.

## Stagione
Benché eliminato nelle coppe per mano di club provenienti dal secondo raggruppamento della Japan Soccer League, lo Yanmar Diesel dominò la classifica del campionato, controllando a distanza le avversarie e riportando il quarto titolo nazionale.

## Maglie e sponsor
Le magliette, prodotte dall'Adidas, recano sulla parte anteriore la scritta Yanmar.
| Manica sinistra · Manica sinistra · Maglietta · Maglietta · Manica destra · Manica destra · Pantaloncini · Pantaloncini · Calzettoni · Calzettoni |

## Rosa
| N. |                     | Ruolo | Calciatore         |
| -- | ------------------- | ----- | ------------------ |
| 1  | Giappone (bandiera) | C     | Teruhisa Kakiuchi  |
| 3  | Giappone (bandiera) | C     | Hajime Yasuda      |
| 5  | Giappone (bandiera) | D     | Nobuyuki Uenoyama  |
| 7  | Giappone (bandiera) | A     | Hiroji Imamura     |
| 8  | Giappone (bandiera) | C     | Daishirō Yoshimura |
| 9  | Giappone (bandiera) | A     | Kunishige Kamamoto |
| 14 | Giappone (bandiera) | D     | Takayoshi Yamano   |
| 21 | Giappone (bandiera) | P     | Kazumi Tsubota     |
| 31 | Giappone (bandiera) | P     | Yasuhito Suzuki    |
|    | Giappone (bandiera) | D     | Shunji Kishi       |

| N. |                     | Ruolo | Calciatore        |
| -- | ------------------- | ----- | ----------------- |
|    | Giappone (bandiera) | D     | Takaaki Yamano    |
|    | Giappone (bandiera) | D     | Shigeru Shoto     |
|    | Giappone (bandiera) | C     | Hiroshi Soejima   |
|    | Giappone (bandiera) | C     | Kazuo Uenishi     |
|    | Giappone (bandiera) | C     | Yuzo Okazaki      |
|    | Giappone (bandiera) | C     | Toru Ishikawa     |
|    | Giappone (bandiera) | C     | Hiroshi Sowa      |
|    | Giappone (bandiera) | A     | Haruhisa Hasegawa |
|    | Giappone (bandiera) | A     | Yoshiharu Horii   |
|    | Giappone (bandiera) | A     | Kikuo Shimura     |

## Statistiche

### Statistiche di squadra
| Competizione          | Punti | Totale | Totale | Totale | Totale | Totale | Totale | DR  |
| Competizione          | Punti | G      | V      | N      | P      | Gf     | Gs     | DR  |
| --------------------- | ----- | ------ | ------ | ------ | ------ | ------ | ------ | --- |
| JSL Division 1        | 30    | 18     | 13     | 4      | 1      | 29     | 13     | +16 |
| JSL Cup               | -     | 3      | 2      | 0      | 1      | 6      | 2      | +4  |
| Coppa dell'Imperatore | -     | 2      | 1      | 0      | 1      | 2      | 1      | +1  |
| Totale                |       | 23     | 16     | 4      | 3      | 37     | 16     | +21 |